# 장대서원
장대서원은 대한민국 경상북도 의성군 봉양면 장대리 산34에 있다. 2013년 5월 28일 의성군의 문화유산 제26호로 지정되었다.

## 개요
장대서원은 장대리 장대에 있다. 서원은 현종 4년(1663)에 오봉(梧峯) 신지제(申之悌, 1562∼1624)가 후진양성을 위해 강당과 1672년에 그를 경모하기 위해 경현사(景賢祠)가 창건되고 후에 장대서원으로 개칭되면서 본향 출신인 송은 김광수(金光粹), 회당 신원록(申元祿), 오봉 신지제(申之悌), 경정 이민성(李民宬)을 제향했다.